# Shahristan (huyện)
Shahristan là một huyện thuộc tỉnh Daikondi, Afghanistan. Dân số thời điểm năm 1999 là 107,58 người.